# Cratere Crommelin (Marte)
Crommelin è un cratere sulla superficie di Marte.
Il cratere è dedicato all'astronomo britannico Andrew Crommelin.